# 圣马丹欧尚
圣马丹欧尚（法語：Saint-Martin-aux-Champs，法語發音：[sɛ̃ maʁtɛ̃ o ʃɑ̃]）是法国马恩省的一个市镇，属于香槟沙隆区。

## 地理
圣马丹欧尚（48°49'19"N, 4°29'18"E）面积7.2 平方千米，位于法国大東部大區马恩省，该省份为法国东北部内陆省份，北起阿登省，西北接埃纳省，西南接塞纳-马恩省，南至奥布省，东南接上马恩省，东临默兹省。
与圣马丹欧尚接壤的市镇（或旧市镇、城区）包括：阿布朗库尔、马恩河畔拉绍塞、谢普拉普赖里、松日。

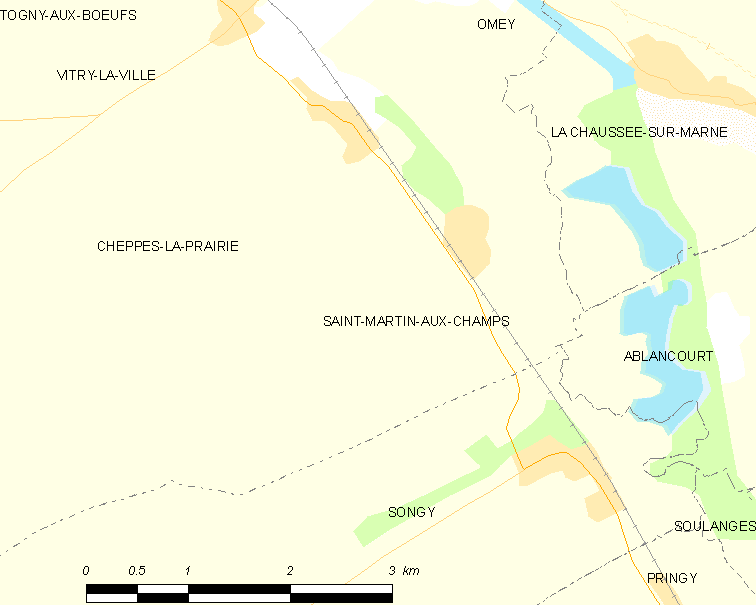
圣马丹欧尚的OSM定位图

圣马丹欧尚的时区为UTC+01:00、UTC+02:00（夏令时）。

## 行政
圣马丹欧尚的邮政编码为51240，INSEE市镇编码为51502。

## 政治
圣马丹欧尚所属的省级选区为香槟沙隆第三县。

## 人口

1962-2008年间圣马丹欧尚人口变化图示

圣马丹欧尚于2022年1月1日时的人口数量为106人。